# Marguerite de Vény d'Arbouze
Marguerite de Vény d'Arbouze, née le 15 août 1580 au château de Villemont et morte le 16 août 1626 à Rians, est une religieuse bénédictine. Elle est considérée au XVIIe siècle comme une figure majeure du renouveau bénédictin, et fut la première abbesse de Notre-Dame du Val-de-Grâce en 1619. Elle est parfois célébrée sous le nom de sainte Gertrude le 16 août.

## Biographie
D'origine bourgeoise, elle naît au château de Villemont, près d'Aigueperse le 15 août 1580.
Elle est la fille de Gilbert de Vény d'Arbouze, chevalier, seigneur de Villemont et gentilhomme de la chambre du roi Louis XIII, et de Jeanne Despinac ou d'Espinac, ou de Pinac. Elle est aussi la cousine du garde des sceaux Michel de Marillac. Son oncle paternel, Jacques d'Arbouze, est abbé et réformateur de Cluny.
Le mariage de ses parents a lieu le 24 mai 1546. Son père participe aux guerres de la Ligue d'Auvergne, et trouve la mort sur le plateau du Cros-Rolland, entre Issoire et Coudes, le 14 mars 1590.

## Vie de religieuse

### Entrée en religion
À l'âge de neuf ans, en 1589, Marguerite de Vény d'Arbouze entre comme oblate à l'abbaye des Dames de Saint-Pierre, à Lyon, suivant la volonté de sa mère. Elle prend l'habit de religieuse de l'ordre de Saint-Benoit le 27 mai 1592, et y fait profession le 21 août 1599.
Avec le soutien de sa supérieure, Françoise de Beauvilliers, dont la sœur Marie de Beauvilliers est abbesse à Notre-Dame de Montmartre, et le jésuite Claude de Lingendes, elle entreprend de réformer l'établissement, pour instaurer une austérité plus importante dans le règlement interne. Elle ne parvient pas à réaliser son ambition en raison de la grande résistance des moniales de l'abbaye.

### Abbaye Notre-Dame de Montmartre
Elle rejoint alors l'abbaye royale de Montmartre, où le règlement est plus observant des règles de saint Benoît. Mais elle est contrainte de faire un nouveau noviciat pour dire ses vœux le 12 août 1612. Sa supérieure, Marie de Beauvilliers, la charge de s'occuper du noviciat de La Ville-l'Évêque, au faubourg Saint-Honoré, qui est une annexe de l'abbaye. Mais en 1614, Marie de Beauvilliers est appelée à d'autres fonctions, et Marguerite prend sa place en tant que prieure de La Ville-l'Évêque. Elle décide d'agrandir le noviciat dont elle a la charge, et elle en fait un haut lieu de l'aristocratie parisienne féminine impliquée dans le cadre de la Contre-Réforme. Lors du retour de l'abbesse, des tensions apparaissent entre les deux femmes. En effet, les projets pour le prieuré et le succès de Marguerite auprès de la noblesse parisienne attisent la jalousie de la supérieure de Marguerite d'Arbouze. Le point d'orgue de cette rivalité se produit lorsque la reine Anne d'Autriche vient à la rencontre de Marguerite Vény d'Arbouze et que les deux femmes se lient d'amitié. Cette amitié permettra à Marguerite de bénéficier des bonnes grâce du roi Louis XIII.

### Abbesse de Notre-Dame du Val-de-Grâce
Après être rappelée à l'abbaye Notre-Dame de Montmartre, Louis XIII nomme Marguerite de Vény d'Arbouze abbesse de Notre-Dame du Val-de-Grâce, à Bièvres le 21 mars 1619. Elle décide de réformer en profondeur les règles au sein de l'abbaye afin de se rapprocher au plus des règles édictées par Benoît de Nursie. Pour son projet, Marguerite d'Arbouze est aidée par Eustache Asseline, de l'ordre des Feuillants, Laurent Bénard, le prieur du collège de Cluny, le capucin Honoré de Paris et enfin par le théologien Jacques Ferraige, futur biographe de Marguerite. Cette réforme de profondeur s'accompagne du transfert de l'abbaye à Paris, au faubourg Saint-Jacques. Tous ces changements ne plaisent pas à toutes les moniales mais ils permettent d'attirer de nouvelles fidèles, leurs familles assurant la prospérité de l'abbaye. Grande érudite, possédant d'après ses contemporains une certaine aura spirituelle, elle ne souhaite pas rester abbesse définitivement dans cet établissement.

### La Charité-sur-Loire et Charenton-en-Berry
Elle présente sa démission de sa fonction d'abbesse en 1626, et elle accepte de se rendre à La Charité-sur-Loire, où le nouveau monastère du Mont-de-Piété voit le jour, puis à Charenton-en-Berry le 3 juillet 1626, afin d'aider ces établissements à se réformer. Marguerite d'Arbouse meurt le 16 août suivant au château de Séry, près de Rians, dans la résidence de la Maréchale de Montigny.

## Récapitulatif de son parcours religieux
| Fonctions                                     | Lieux                               | Dates                                     |
| --------------------------------------------- | ----------------------------------- | ----------------------------------------- |
| Moniale de l'abbaye Saint-Pierre-les-Nonnains | Lyon                                | 1599-1611                                 |
| Moniale à l'abbaye Notre-Dame de Montmartre   | Montmartre (aujourd'hui Paris)      | 1611-1613                                 |
| Prieure à Notre-Dame de Grâce                 | Paris                               | 1613-1617                                 |
| Abbesse de Notre-Dame du Val-de-Grâce         | Bièvres (ensuite transféré à Paris) | 1619-1621 (à Bièvres) 1621-1626 (à Paris) |
| La Charité-sur-Loire                          | La Charité-sur-Loire                | 1626                                      |
| Charenton-en-Berry                            |                                     | 1626                                      |